# Atar
Atar (arabisch أطار, DMG Aṭār) ist die Hauptstadt des Département Atar und der Verwaltungsregion Adrar in Mauretanien. Sie liegt in der westlichen Sahara im kulturellen Kernland der arabisch-berberischen Bidhan-Volksgruppen in einer Dattelpalmen-Oase und bildet das Wirtschaftszentrum für den Norden des Landes.

## Geographische Lage
Atar liegt 405 Kilometer nordöstlich von Nouakchott auf etwa 224 Meter Meereshöhe in einer leicht gewellten Ebene, die im Südosten von der Schichtstufe des Adrar-Plateaus begrenzt wird. Das Gemeindegebiet hat eine Fläche von 200,80 km², umgeben von den Flächengemeinden Aïn Ehel Taya (9056 km²) im Westen und Tawaz (8901 km²) im Osten.
Im Westen erhebt sich schichtpultartig eine kleinere Hügelkette, die aus der Foum-Chor-Formation aufgebaut wird. Die tiefsandigen Böden sind von einzelnen Akazien bestanden, die Dornenbüsche werden von Schafen und Ziegen abgeweidet. Dichter bewachsen ist ein sandiges Wadi (Oued Seguelil) im Norden der Stadt, das sich während der sommerlichen Regenzeit mit Wasser füllt. Ein großer Teil der mauretanischen Dattelernte kommt aus der Umgebung.

## Stadtbild

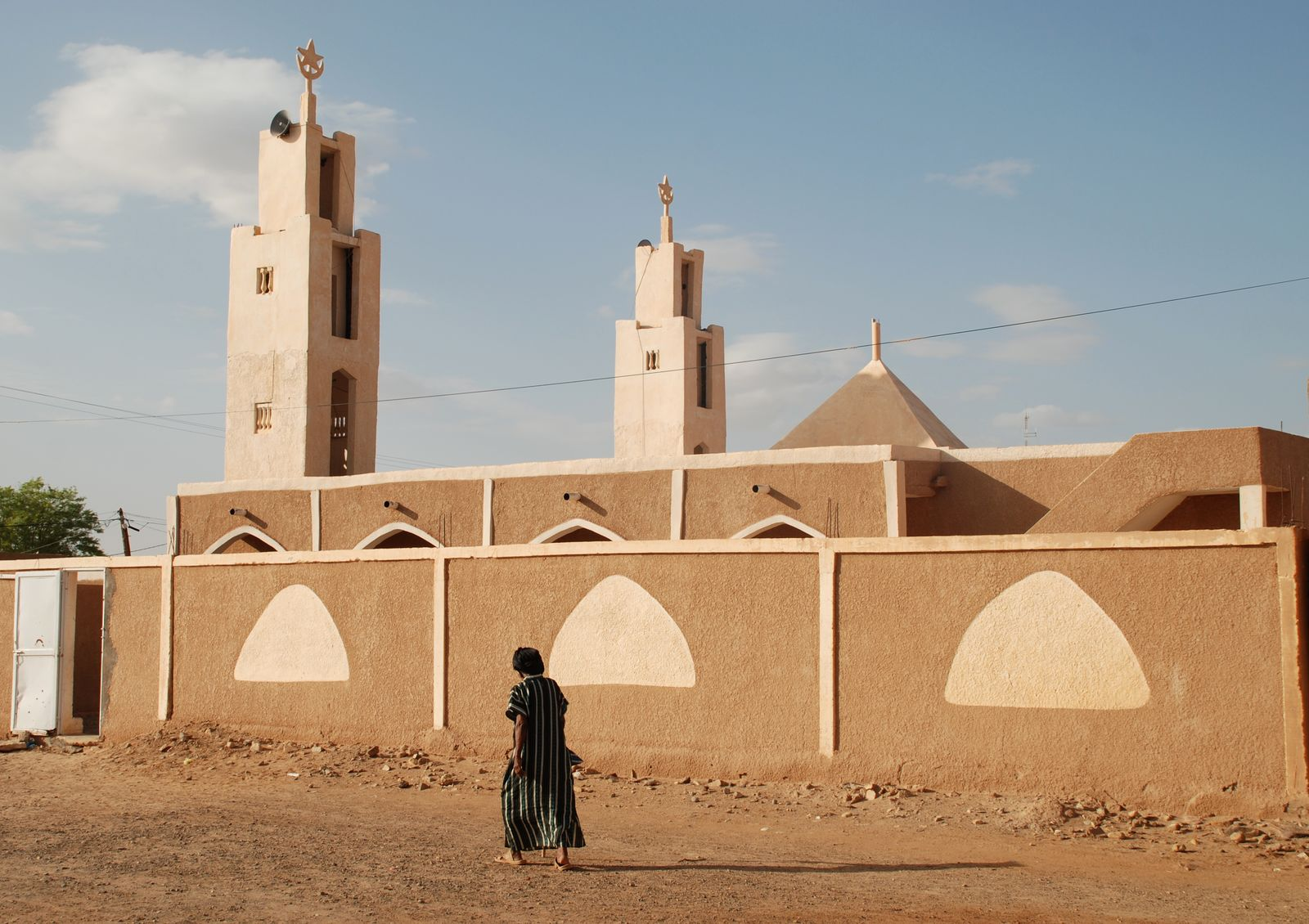
Moschee. Das Motiv der Spitzbogenfenster ist ein Relikt aus der Kolonialzeit.

Südlich des zentralen Kreisverkehrs sind Verwaltungsgebäude mit Spitzbogenfenstern aus der Kolonialzeit übriggeblieben. Gleich nördlich beginnt das Altstadtzentrum (Ksar) mit einem besonders vormittags geschäftigen Marktbereich mit Haushaltswaren, einer jahreszeitlich begrenzten Auswahl an Gemüse aus den umliegenden Gärten, getrockneten Datteln und Kunsthandwerk. Zu den traditionellen Angeboten gehören, wenn sie noch zu finden sind, aus bemaltem Leder gefertigte Kissen (surmije), Reitsättel für Dromedare (rahla), Tabaksbeutel (beīt) und dazu kleine Röhrenpfeifen (ṭūba). Weit häufiger sind billige Plastikhalsketten und Glasperlen.

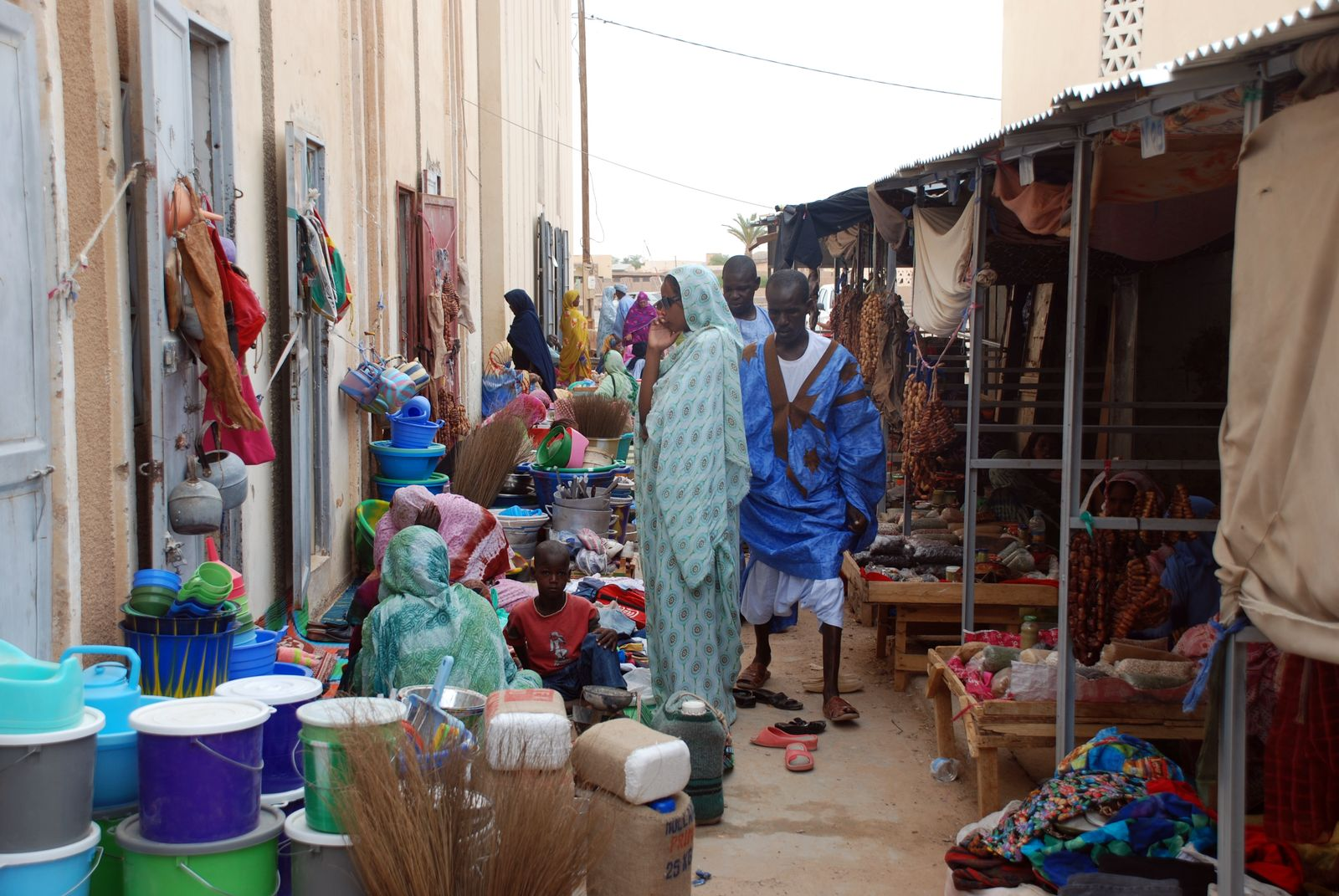
Markt mit Haushaltswaren

Hinter dem Markt erstreckt sich das alte Wohn- und Handwerksviertel mit einstöckigen, meist fensterlosen Häusern, deren dunkle Kammern nur durch eine Tür vom Innenhof beleuchtet werden. Die alten Häuser sind aus Bruchsteinen gemauert und mit Lehm verputzt. Einige Haustüren sind noch aus beschnitzten Brettern mit Holzriegeln gefertigt.

## Bevölkerung
Bei der Unabhängigkeit war Atar mit rund 10.000 Einwohnern die größte Stadt des Landes. 1963 hatte die neugegründete Hauptstadt Nouakchott (11.000 Einwohner) Atar mit 9.500 Einwohnern knapp überrundet. Mehrere Dürrejahre in den 1970er- und 1980er-Jahren bewirkten eine fortschreitende Desertifikation und trieben viele Nomaden in die Städte, wo sie oft von ausländischer Hilfe abhängig waren. Die Volkszählung im Jahr 1988 ergab 21.400 Einwohner. Die Bevölkerungszahl der Gemeinde hat in den Jahren von 2000 bis 2023 von 24.021 auf 35.170 Einwohner zugenommen. Der Hauptort selbst hat 34.025 Einwohner (2023).

## Geschichte

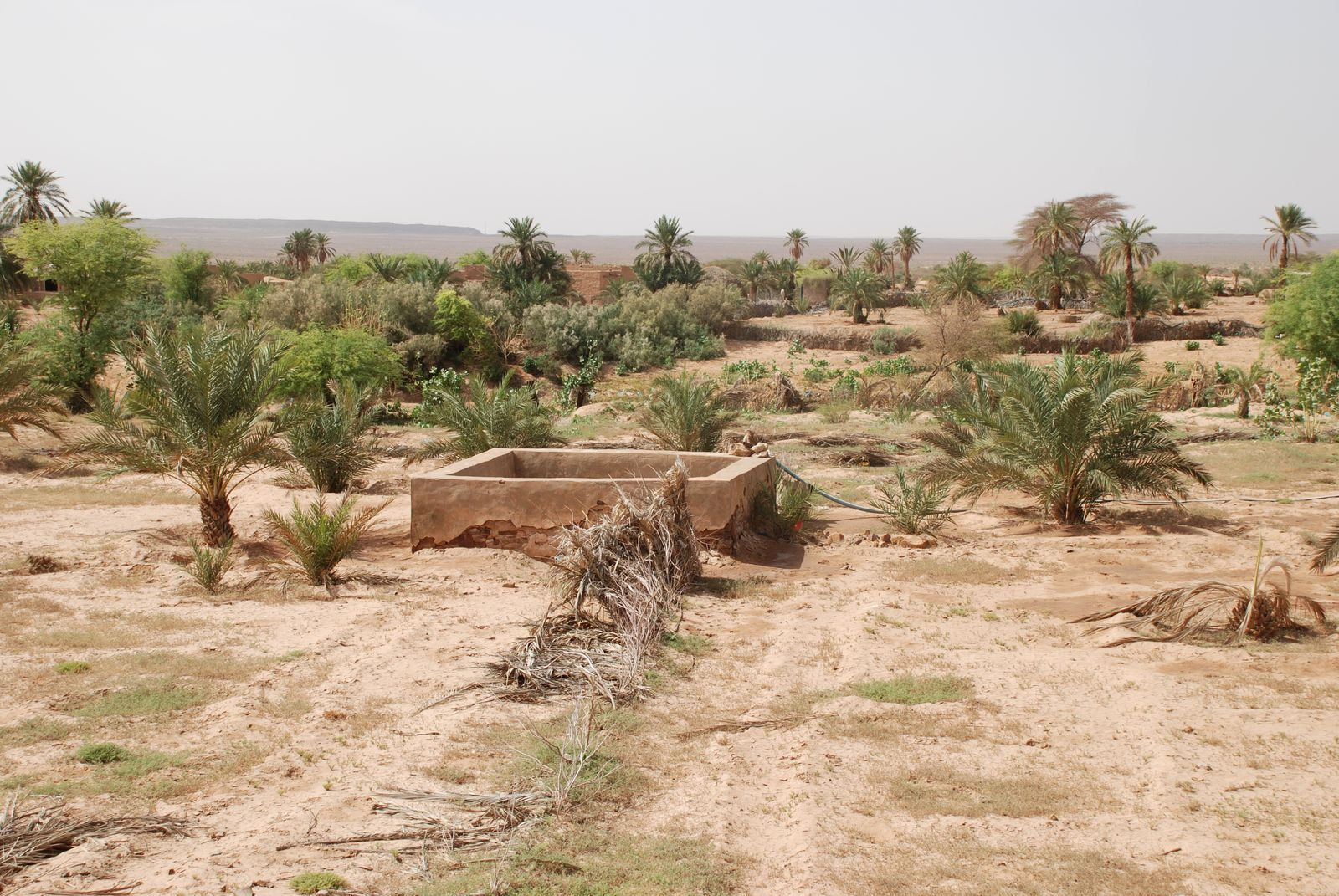
Lebensgrundlage: Oase am Stadtrand

Chinguetti und Ouadane wurden nach der Legende im 12. beziehungsweise 13. Jahrhundert gegründet. Seither und möglicherweise weiter zurückreichend besteht eine Siedlungskontinuität dieser Orte, die ihre Bedeutung als Karawanenlager und Handelsstationen hatten. Der Begriff Stadt versteht sich in diesen Fällen als permanente Siedlung mit festen Häusern in einem ansonsten von Nomaden bevölkerten Gebiet. Atar war ebenfalls am mittelalterlichen Handel zwischen Marokko und der Sudanregion beteiligt, ohne zugleich als kulturelles Zentrum bekannt geworden zu sein.
Ab 1830 geriet Algerien unter französische Kolonialherrschaft, wenige Jahre später eroberte Frankreich den heutigen Senegal. Es gab damals bereits Pläne, beide Gebiete miteinander zu verbinden. Um die Reisewege dazwischen zu erkunden, wurde 1849 Léopold Panet mit der Durchquerung der Sahara beauftragt. Er schilderte detailliert die Adrarregion und bezeichnete Atar als wesentlich bedeutender als Chinguetti. Demnach haben die Felder von Atar die gesamte Region mit Landwirtschaftsprodukten versorgt. Angebaut wurden neben Datteln auch Weizen, Gerste und Hirse. Auf dem Markt wurden Schafe, Rinder, Dromedare, Straußenfedern, blauer Stoff aus Europa und Salz gehandelt.
Der Vormarsch französischer Truppen begann um 1900 von ihrem bisherigen Kolonialgebiet über den Senegalfluss nach Norden. Der Militärführer Xavier Coppolani hatte 1902 in Boutilimit zwar eine Einigung mit lokalen Stämmen zur friedlichen Durchdringung Südmauretaniens erzielt, doch wurde er im Juni 1905 bei seinem Aufenthalt in Tidjikja von Aufständischen umgebracht. Soweit waren die Gebiete Trarza und Tagant offiziell unter französische Kontrolle gelangt, die antikolonialen Widerstandsgruppen zogen sich weiter nach Norden in die Adrarregion zurück und begannen ab nun verstärkt mit gewaltsamen Aktionen. 1906 erbat die Bevölkerung des Adrar Unterstützung gegen die Franzosen von Mā' al-ʿAinain al-Qalqamī, dem bedeutendsten antikolonialen Führer, der um diese Zeit in der von ihm gegründeten Stadt Smara in der Westsahara die Widerstandsaktionen leitete. Der verehrte Scheich schickte Hassenna, einen seiner Söhne, nach Atar, um den dortigen Widerstand anzuführen. Der Emir von Adrar war wegen Verbrüderung mit den Franzosen vertrieben worden, sein Nachfolger wurde ein von Smara nominierter Mann. Einige kleinere militärische Erfolge konnten die Spaltung der Stämme in Gegner und Verbündete Frankreichs nicht überdecken, die Stammesfehden gingen weiter. Mā al-ʿAinins Kämpfer zogen in Massen zu Pferde mit Standarten und Geschrei ins Gefecht, wo die französischen Truppen ihnen mit Maschinengewehren und Artillerie begegneten. Dennoch führte die Verbrüderung zwischen Kämpfern aus dem nördlichen Smara und einigen Stämmen aus Südmauretanien 1908 zu neuen Angriffen. Am 6. August 1908 führten die Franzosen, die diesmal ebenfalls einen heiligen Mann (des Biri-Stammes aus dem Süden) auf ihrer Seite hatten, während ihrer Adrar-Offensive einen Angriff auf Atar durch. Hassenna verteidigte zunächst die Stellung, aber seine Leute flohen und die Franzosen übernahmen die Stadt. Der französische Kommandant Henri Gouraud, Nachfolger von Coppolani, setzte in Atar seinen eigenen Emir für den Adrar ein.
Das Emirat Adrar durfte bei zugesicherter Unterstützung für die Franzosen während der Kolonialherrschaft weiterbestehen. Mohammed el-Mamoun, ein Neffe Mā al-ʿAinins und strenggläubiger Marabout, kämpfte im Ersten Weltkrieg in Marokko mit deutscher Unterstützung gegen die Franzosen und ab 1929 als einer der Führer des Sahraui-Widerstands in der Spanisch-Sahara. Im September 1931 besiegte seine, aus den Stämmen Reguibat und Oulad Delim gebildete Truppe die frankreichfreundliche Groupe Nomade d’Atar in einem Gefecht 80 Kilometer nördlich der Stadt. Im März 1932 floh der Emir von Adrar, Sidi Ahmed Ould Aida, mit Aufständischen aus Atar Richtung spanisches Kolonialgebiet. Noch vor der Grenze wurde er erschossen.
Atar und Tidjikja wurden in der Kolonialzeit zu Verwaltungshauptstädten der jeweiligen Provinz, während die ehemals bedeutenden islamischen Kulturzentren Ouadane, Chinguetti und im Süden Tichitt und Oualata durch den Rückgang des Karawanenhandels zur Provinz herabsanken. Bis zur Unabhängigkeit gab es in Atar eine große französische Truppenpräsenz. 1976 richtete die mauretanische Armee auf dem Höhepunkt des Westsaharakonflikts in der Nähe des alten französischen Forts die École Militaire Interarmes d’Atar (EMIA) ein, die einzige Offizierschule des Landes.

## Verkehr und Infrastruktur
Atar liegt an der gut ausgebauten asphaltierten Nationalstraße N1 zwischen der Bergbaustadt Zouérat, das 245 Kilometer nördlich liegt, und der Landeshauptstadt Nouakchott 450 Kilometer südwestlich. Die N1 nach Norden führt nach wenigen Kilometern an einer Siedlung mit Flechthütten (Tikkits) vorbei zur kleinen Wüstenstadt Choum an der Bahnlinie Nouadhibou – Zouerat und weiter bis zum Eisenerzabbaugebiet bei Zouérat.
Die N1 aus Nouakchott mündet, von Süden kommend, in einen zentralen Kreisverkehr. In dem unregelmäßigen, spinnennetzartigen Stadtplan führt vom Kreisverkehr die Straße nach Choum Richtung Westen, nach Chinguetti und Ouadane Richtung Osten, nördlich beginnen die Marktgassen der Altstadt und nach Südosten führt eine breite Straße zu einem zweiten Kreisverkehr in einem weitläufigen neuen Wohngebiet und endet am Flughafen.
Atar ist das Verkehrszentrum für zwei im Mittelalter bedeutende Oasenstädte: östlich am Ende einer unbefestigten Straße liegt 124 Kilometer entfernt das als touristisches Ausflugsziel bekannte Chinguetti. Ouadane ist in derselben Richtung 190 Kilometer entfernt. Der Weg dorthin führt durch die zerklüfteten Steilhänge am Nordwestrand des Adrar-Plateaus, traditionell durch den fahrerisch anspruchsvollen Amojjar-Pass, in neuerer Zeit durch den kürzeren Ebnou-Pass, auf eine Höhe von über 700 m. In der entgegengesetzten Richtung, 15 Kilometer nordwestlich liegt die Oase Azougui mit Ruinen aus almoravidischer Zeit.
Atar ist Ausgangspunkt für Touristen, um Ausflüge in die nähere Umgebung zu machen; es gibt daher ein halbes Dutzend Restaurants und ebenso viele einfache Campingplätze mit Unterkünften, von denen jedoch ein Teil aufgrund der politisch angespannten Lage seit 2008 wegen geringer Nachfrage geschlossen ist.
Mehrere Busgesellschaften fahren nach Nouakchott; die Orte der Adrarregion sind mit meist nur einem Sammeltaxi täglich erreichbar.
In einer Reihe von Jahren seit 2016 war Amodjar ein Etappenort des Africa Eco Race. Der Veranstalter errichtete unter diesem Namen ein Biwak für Teilnehmer und Betreuer, das zwischen Atar und dem Amojjar-Pass gelegen war.
Der Flughafen Atar am östlichen Stadtrand wurde 2001 zu internationalem Standard ausgebaut.

## Söhne und Töchter der Stadt
- Med Hondo, geb. Abib Mohamed Medoun Hondo (1936–2019), Filmregisseur und Schauspieler
- Maaouya Ould Sid’Ahmed Taya (* 1941), Staatspräsident von 1984 bis 2005
- Mohamed Lamine Ch’Bih Ould Cheikh Melainine, Oppositionspolitiker

## Klimatabelle
|                       | Jan  | Feb  | Mär  | Apr  | Mai  | Jun  | Jul  | Aug  | Sep  | Okt  | Nov  | Dez  |   |      |
| Mittl. Tagesmax. (°C) | 27,4 | 29,5 | 33,6 | 36,2 | 38,5 | 41,9 | 41,7 | 40,8 | 39,9 | 36,9 | 32,5 | 27,9 | ⌀ | 35,6 |
| Mittl. Tagesmin. (°C) | 12,3 | 13,6 | 16,6 | 19,8 | 22,7 | 26,7 | 27,3 | 26,9 | 26,5 | 23,4 | 17,9 | 13,6 | ⌀ | 20,6 |
|                       |      |      |      |      |      |      |      |      |      |      |      |      |   |      |
| Niederschlag (mm)     | 2    | 1    | 1    | 0    | 2    | 7    | 8    | 32   | 37   | 11   | 8    | 5    | Σ | 114  |
|                       |      |      |      |      |      |      |      |      |      |      |      |      |   |      |
| Sonnenstunden (h/d)   | 8,1  | 9,3  | 10,0 | 10,9 | 10,4 | 10,2 | 9,6  | 9,5  | 8,4  | 8,3  | 8,5  | 8,2  | ⌀ | 9,3  |
|                       |      |      |      |      |      |      |      |      |      |      |      |      |   |      |
| Regentage (d)         | 0    | 0    | 0    | 0    | 0    | 0    | 1    | 3    | 2    | 0    | 0    | 0    | Σ | 6    |
|                       |      |      |      |      |      |      |      |      |      |      |      |      |   |      |
| Luftfeuchtigkeit (%)  | 31   | 29   | 28   | 25   | 23   | 23   | 30   | 33   | 31   | 25   | 28   | 30   | ⌀ | 28   |

| 12,3 |

| 13,6 |

| 16,6 |

| 19,8 |

| 22,7 |

| 26,7 |

| 27,3 |

| 26,9 |

| 26,5 |

| 23,4 |

| 17,9 |

| 13,6 |

| 12,3 |

| 13,6 |

| 16,6 |

| 19,8 |

| 22,7 |

| 26,7 |

| 27,3 |

| 26,9 |

| 26,5 |

| 23,4 |

| 17,9 |

| 13,6 |